# Casino Royale (film, 1967)
För andra betydelser, se Casino Royale.

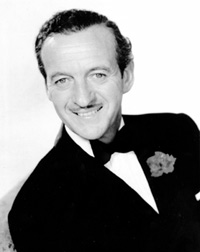
David Niven spelar rollen som Sir James Bond i filmen.

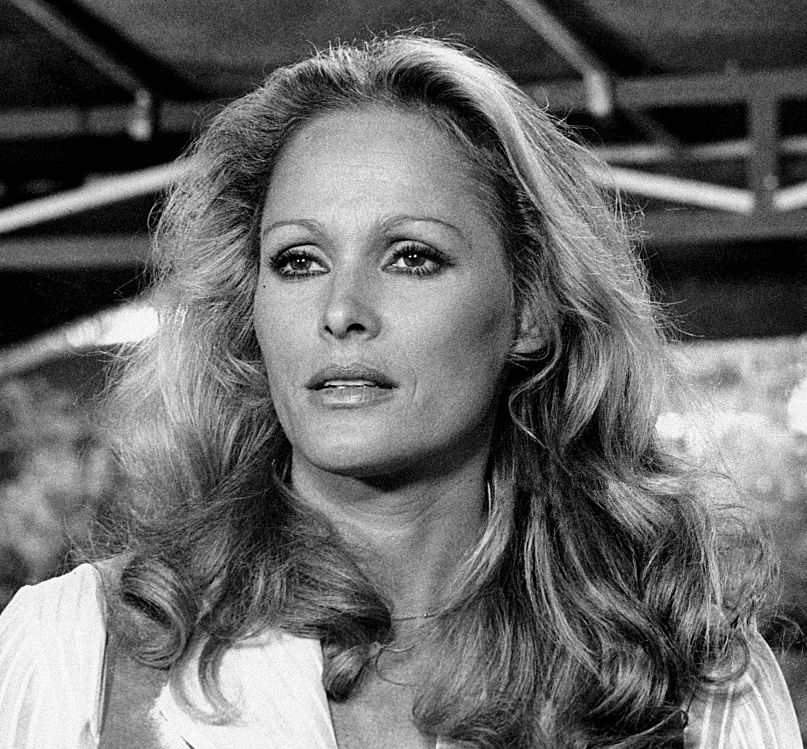
Ursula Andress spelar rollen som Vesper Lynd/007.

Casino Royale är en amerikansk-brittisk actionkomedifilm från 1967.  Den är löst baserad på Ian Flemings första James Bond-bok Casino Royale från 1953.

## Handling
David Niven spelar en adlad och pensionerad James Bond som efter M:s hastiga bortgång får ett nytt uppdrag: att återvända och ta över Secret Service och stoppa den mystiske kortspelaren Le Chiffre, bankir åt världens terroristorganisationer. Hans första åtgärd blir att förvirra sina fiender genom att döpa alla agenter, inklusive kvinnorna, till James Bond, och att anlita baccaratexperten Evelyn Tremble för att slå Le Chiffre i baccarat. Men i bakgrunden lurar den ännu mer mystiske Dr. Noah, som har en hemsk plan på att släppa lös ett virus som gör alla kvinnor vackra och alla män kortare än han själv.

## Om filmen
Casino Royale är en parodi på James Bond och hela spiongenren och är inte en del av serien Bondfilmer som produceras av EON Productions. Tillsammans med Never Say Never Again betraktas den stundom därför som en "inofficiell" Bondfilm. Grundhistorien bygger dock på boken med samma namn av Bonds skapare Ian Fleming. Boken, som var Flemings första om James Bond, såldes snabbt till amerikanen Charles Feldman och producerades för amerikansk TV redan på mitten av 1950-talet. När EON Productions filmer fått stora framgångar, framför allt med filmerna Goldfinger och Åskbollen, närmade sig Feldman EON för att göra Casino Royale med Sean Connery i huvudrollen. EON tackade dock nej, varpå Feldman hämnades genom att göra en parodi. Filmen hade premiär samma år som den "officiella" Bondfilmen Man lever bara två gånger.
I början av 2000-talet visade det sig att rättigheterna till boken Casino Royale och rättigheterna till de andra böckerna ägdes av samma moderbolag. Då beslöt EON att göra en ny version av filmen, denna gång som en "vanlig" Bondfilm, se Casino Royale.

## Tagline
- Casino Royale is too much for one James Bond!

## Rollista, i urval
- David Niven – Sir James Bond
- Peter Sellers – Evelyn Temble/James Bond/007
- Ursula Andress – Vesper Lynd/007
- Orson Welles – Le Chiffre
- Woody Allen – Dr. Noah/Jimmy Bond
- Barbara Bouchet – Miss Moneypenny
- Joanna Pettet – Mata Bond
- Daliah Lavi – The Detainer/007
- Deborah Kerr – Agent Mimi/Lady Fiona McTarry
- William Holden – Ransome
- Charles Boyer – Le Grand
- John Huston – McTarry/M
- Kurt Kasznar – Smernov
- Jean-Paul Belmondo – Som sig själv
- Terence Cooper – Cooper/James Bond/007